# Frankrigs bridgeforbund
Frankrigs Bridgeforbund (fr.: Fédération Française de Bridge, forkortet FFB) er det nationale bridgeforbund i Frankrig, stiftet i 1933. Per 2012 er forbundet inddelt i 22 regioner og har 2.431 medlemmer.
Forbundet er medlem af World Bridge Federation (WBF) og har Patrick Grenthe som formand med hovedsæde i Saint-Cloud. Posten som næstformand deles af Patrick Bogacki, Jean-Daniel Chalet og Pierre Saguet. Guy Auer er kasserer, mens Patern Henry er generalsekretær.
Man udgiver tidsskrifttet Bridgerama.

## Ekstern henvisning
- European Bridge League's hjemmeside Arkiveret 5. maj 2012 hos  Wayback Machine